# Юность Максима
«Юность Максима» — советский чёрно-белый пропагандистский художественный фильм, поставленный на Ленинградской киностудии «Ленфильм» в 1934 году режиссёрами Григорием Козинцевым и Леонидом Траубергом.
Фильм был одобрен лично Иосифом Сталиным. В современном киноведении рассматривается как образчик соцреализма и пропаганда советской идеологии.

## История создания
Замысел картины появился уже в конце 1920-х годов. К созданию сценария кинематографисты приступили по прямому заказу ленинградской кинофабрики и рекомендации ВКП(б). Одной из первых авторами рассматривалась следующая сюжетная линия: «юноша из местечка на западной окраине Российской империи — участие в Октябрьской революции — карьера авторитетного и всемирно известного дипломата». Источником этой сюжетной линии стала биография революционера-нелегала, а позже дипломата и наркома Максима Литвинова, жизнь которого была полна резкими поворотами и настоящими приключениями. Однако авторы отказались от этого замысла, оставив при этом лишь имя героя — Максим. Для исполнения главной роли как один их вариантов планировался руководитель Государственного еврейского театра в Москве Соломон Михоэлс.
В 1932 году в газетах сообщили, что Г. Козинцев и Л. Трауберг приступили к созданию «большой революционной кинопоэмы в трёх сериях». В журнале «Советское кино» за 1933 год были опубликованы отрывки из сценария «Большевик» (это название в качестве рабочего прослужило практически весь съёмочный период). В первой редакции Максим — худой и тихий, чуть смешной, юноша, владеющий грамотой, непьющий. Среди актёров, которые проходили пробы на эту роль, подобным требованиям вполне удовлетворял Эраст Гарин. Наташей могла стать Елена Кузьмина. С их участием сняли несколько эпизодов, но съёмочный процесс был остановлен. Авторами был сделан выбор в пользу другого типажа, персонажа из русского фольклора с набором черт от лубочного Петрушки до былинного богатыря:

«Юность Максима» — сказовая, фольклорная, хотя и с некоторыми элементами трагического, история про победительного Иванушку-дурачка и Василису Премудрую, попавших в 10-е годы XX века— Яков Бутовский
Премьера картины состоялась 27 января 1935 года.

## Сюжет
Ночь на 1 января 1910 года. Дворянский и мещанский Петербург широко празднует наступление нового года. Среди веселящегося города немолодой революционер-подпольщик «Поливанов», он же «Седой» (Тарханов) продолжает свою борьбу: он обходит конспиративные адреса, встречая где-то дружескую поддержку, а где-то малодушие и прямое предательство. С трудом ему удаётся избавиться от слежки.
Действие продолжается весной того же года. Три товарища из пролетарского района Петербурга — Максим (Чирков), Дёма (Каюков) и Андрей (Кулаков) случайно спасают от полицейского информатора подпольщицу Наташу (Кибардина). В этот же день Андрей умирает, искалеченный неисправным станком. Дёма от горя выбирает путь разгула и пьянства, Максим осознанно сближается с революционно настроенным пролетариатом. Через пару дней в цехах завода гибнет ещё один молодой рабочий. Его похороны спонтанно перерастают в демонстрацию. Максим и Наташа призывают к политической стачке. Полиция легко преодолевает сопротивление неорганизованных рабочих. В попытке вступиться за Максима пьяный Дёма убивает городового-ефрейтора. Всех героев арестовывают. В тюрьме Максим попадает в одну камеру с «Седым». Ночью в тюремном дворе слышен крик: это Дёму увозят на казнь. Он громко прощается с товарищами. Большинство заключённых в знак солидарности поют «Варшавянку».
Спустя некоторое время Максим выходит из тюрьмы. Он активно втягивается в работу подпольщиков и обеспечивает работу тайной рабочей конференции, которая проходит в пригородном лесу. Поливанов зачитывает обращение Ульянова-Ленина. Жандармы Охранного отделения прерывают собрание и арестовывают всех его участников. Благодаря помощи паровозной бригады Максиму удаётся скрыться, спрятавшись в куче угля тендерного вагона локомотива. Совместно с Наташей он пишет и издаёт эмоциональную прокламацию о продолжении сопротивления. По заданию РСДРП под конспиративным именем Павла Агафоновича Малаханова отправляется в Нижний Новгород помогать борьбе сормовского пролетариата.

## В ролях
- Борис Чирков — Максим, молодой рабочий
- Степан Каюков — Дёма (Дмитрий Савченко), молодой рабочий
- Александр Кулаков — Андрей, молодой рабочий
- Валентина Кибардина — Наташа, подпольщица, учительница в вечерней рабочей школе
- Михаил Тарханов — революционер-подпольщик Поливанов, он же Минин, он же Седой
- В титрах не указаны:
- Борис Блинов — политзаключённый
- Владимир Сладкопевцев — начальник тюрьмы
- Павел Волков — рабочий-большевик
- Ирина Гошева — заключённая
- С. Леонтьев — инженер
- Леонид Любашевский — эпизод
- М. Щелковский — мастер

## Съёмочная группа
- Сценарий и постановка — Григория Козинцева, Леонида Трауберга
- Оператор — Андрей Москвин
- Звукооператор — Илья Волк
- Ассистенты — Надежда Кошеверова, Хеся Локшина, М. Нестеров
- Партия баяна — Михаил Макаров
- Художник — Евгений Еней (в титрах не указан)
- Композитор — Дмитрий Шостакович (в титрах не указан)

## Оценки

Афиша фильма

В официальном отзыве наркома просвещения РСФСР Андрея Бубнова на сценарий этого фильма под рабочим названием «Большевик», направленном заведующему отделом культуры и пропаганды ЦК ВКП(б) Алексею Стецкому 16 августа 1933 года, было написано, что «путь к большевизму молодого рабочего изобретён довольно таки схематично и бледно. Фигура Наташи эпизодична. Старый большевик Поливанов местами дан интересно, но „засорён“ рядом трюков <…> В тексте есть ряд небольших несообразностей (вроде записки в тюрьму о конференции и побеге)» и ряд других замечаний. Итоговый вывод Бубнова «сценарий неудачен и большевика, собственно, там никакого нет. Заголовок содержанию сценария не соответствует».
Однако критические замечания остались без последствий, готовый фильм понравился И. Сталину. Из записи его беседы с руководителем кинематографа Б. Шумяцким о фильме «Юность Максима» во время кинопросмотра 18—19 декабря 1934 года следует, что все присутствующие <…> очень хвалили режиссёрское и операторское мастерство и игру актёров. Сталин «особо выделил блестящие фотографии и хорошую культурную музыку, особенно в прологе, и сольные номера гармони». Подводя итог, Сталин сказал: «Хорошая картина. Смотрю уже третий раз и открываю в ней все новые и новые черты. Тема её страшно трудная, ведь все в ней строится не на подъёме движения, ибо показываются годы реакции, не на кульминации революции, а на буднях революционной подпольной борьбы в эпоху самой мрачной реакции. Художники, взявшиеся за эту постановку, действительно пошли на труднейшее дело и с ним хорошо справились». Практически дословно сталинские слова повторил Всеволод Пудовкин: «Картина начинается взрывом новогоднего веселья в царском Петербурге. Изумительная „москвинская“ фотография (оператор Москвин), музыка Шостаковича, блестящий монтаж создают образец формального мастерства».
Современные критики расценивают фильм как пропагандистский. В статье Дарьи Полянской из Высшей школы экономики фильм рассматривается как образец коммунистической пропаганды сталинского периода, в которой герои революционного движения представлены волевыми, сильными и патриотичными людьми, вызывающими у зрителя желание ассоциироваться с ними. Кроме того, этот фильм внушал зрителю мысль, что революцию совершил пролетариат, а не выходцы из интеллигенции и образ, созданный Чирковым, прекрасно подошёл для решения этой задачи. Киновед Майя Туровская писала, что в этом фильме «образ „героя“ конструировался прямо с идеологического догмата, минуя историческую реальность» для того чтобы «плебейская диктатура» подкрепила свою легитимность и проводит параллели в части решения идеологических задач с нацистским фильмом «Ханс Вестмар — один из многих». Профессор славянских языков, киноведения и международных отношений Университета Джорджа Вашингтона Питер Ролберг (англ. Peter Rollberg) называет кинотрилогию, включающую «Юность Максима», образцовым произведением соцреализма, отвечающим строгим идеологическим канонам жанра.

## Награды
- Первый приз на 1-м Советском МКФ в Москве в 1935 году.
- Основные создатели трилогии о Максиме удостоены Сталинской премии первой степени. Лауреаты премии: Г. Козинцев, Л. Трауберг, Б. Чирков (1941).
- Приз Национального совета кинокритиков США за лучший зарубежный фильм[12].